# 八尾ダム
八尾ダム（やつおダム）は、富山県富山市、一級河川・神通川支流井田川上流部の室牧川に建設されたダムである。

## 概要
井田川総合開発事業の一環として、室牧発電所への逆調整池の機能を果たすとともに、八尾発電所で発電を行っている。

## 沿革
1963年5月に竣工。

## 周辺
- 富山県道230号正間中線